# Карпиловка (Полтавская область)
Карпиловка (укр. Карпилівка) — село,
Духовский сельский совет,
Лубенский район,
Полтавская область,
Украина.
Код КОАТУУ — 5322881803. Население по переписи 2001 года составляло 391 человек.

## Географическое положение
Село Карпиловка находится на правом берегу реки Удай,
выше по течению на расстоянии в 3 км расположено село Повстин (Пирятинский район),
ниже по течению на расстоянии в 2,5 км расположено село Духово,
на противоположном берегу — село Скибинцы (Чернухинский район). 
Река в этом месте извилистая, образует лиманы, старицы и заболоченные озёра.
Рядом проходит автомобильная дорога М-03.

## Экономика
- Птице-товарная ферма.
- Сельхозпредприятие «Карпиловское».
- ЧП «Карпиловка».
- ООО «Прометей».

## Объекты социальной сферы
- Дом культуры.
- Фельдшерско-акушерский пункт.

## Известные люди
- Рак Павел Николаевич (1910—1944) — Герой Советского Союза, родился в селе Карпиловка.